# 71-403
71-403 − wysokopodłogowy tramwaj silnikowy produkowany przez rosyjskie zakłady Uraltransmasz w Jekaterynburgu.

## Konstrukcja
Tramwaje serii 71-403 są w całości wysokopodłogowe, jednokierunkowe i jednostronne. Wagony o długości 15,4 m, 2,5 m szerokości i masie 20 t wyposażono w dwa wózki. Każdy wózek ma po dwa silniki asynchroniczne o mocy 54 kW każdy. Maksymalną prędkość jaką mogą rozwinąć wagony serii 71-403 to 75 km/h. W tramwaju są 33 miejsca siedzące i 85 stojących. Siedzenia są ustawione przodem w kierunku jazdy. Po prawej stronie wagony ustawione są siedzenia pojedyncze, a po lewej stronie podwójne. Do wagonu prowadzą 3 pary drzwi dwuskrzydłowych.
Tramwaj ma stalową konstrukcję jedynie przód wykonany jest z włókna szklanego.

## Eksploatacja
Dwa lata po rozpoczęciu budowy tramwajów 71-402 przystąpiono do projektowania nowego typu tramwajów. Budowę pierwszego wagonu rozpoczęto wiosną 2003, a pierwsza prezentacja już gotowego wagonu nastąpiła na wystawie w Jekaterynburgu w czerwcu. Nowy wagon był zbliżony wyglądem do serii 71-402. Podstawową różnica w wyglądzie zewnętrznym była inna ściana czołowa. We wrześniu 2003 został przyjęty na stan zajezdni zachodniej w Jekaterynburgu i rozpoczął próbną eksploatację bez pasażerów. Podczas testów nie ujawniły się żadne poważne usterki i w grudniu został dopuszczony do seryjnej produkcji. W czasie eksploatacji drugiego wagonu w Moskwie zostało ujawnionych szereg wad w konstrukcji nadwozia w szczególności przedniej szyby, która w wyniku wibracji ulegała niszczeniu. Wagon ten później zwrócono producentowi i po przeprowadzeniu napraw przekazano go do eksploatacji w Jekaterynburgu.
Obecnie trwają prace nad poprawą konstrukcji jednak z powodu braku zamówień może to potrwać kilka lat. W lipcu 2011 jeden wagon dostarczono do Niżnego Tagiłu. Wagon ten od pozostałych tramwajów tej serii ma urządzenia elektryczne od modelu 71-405. We wrześniu dostarczono trzy wagony do Niżnego Nowogrodu.

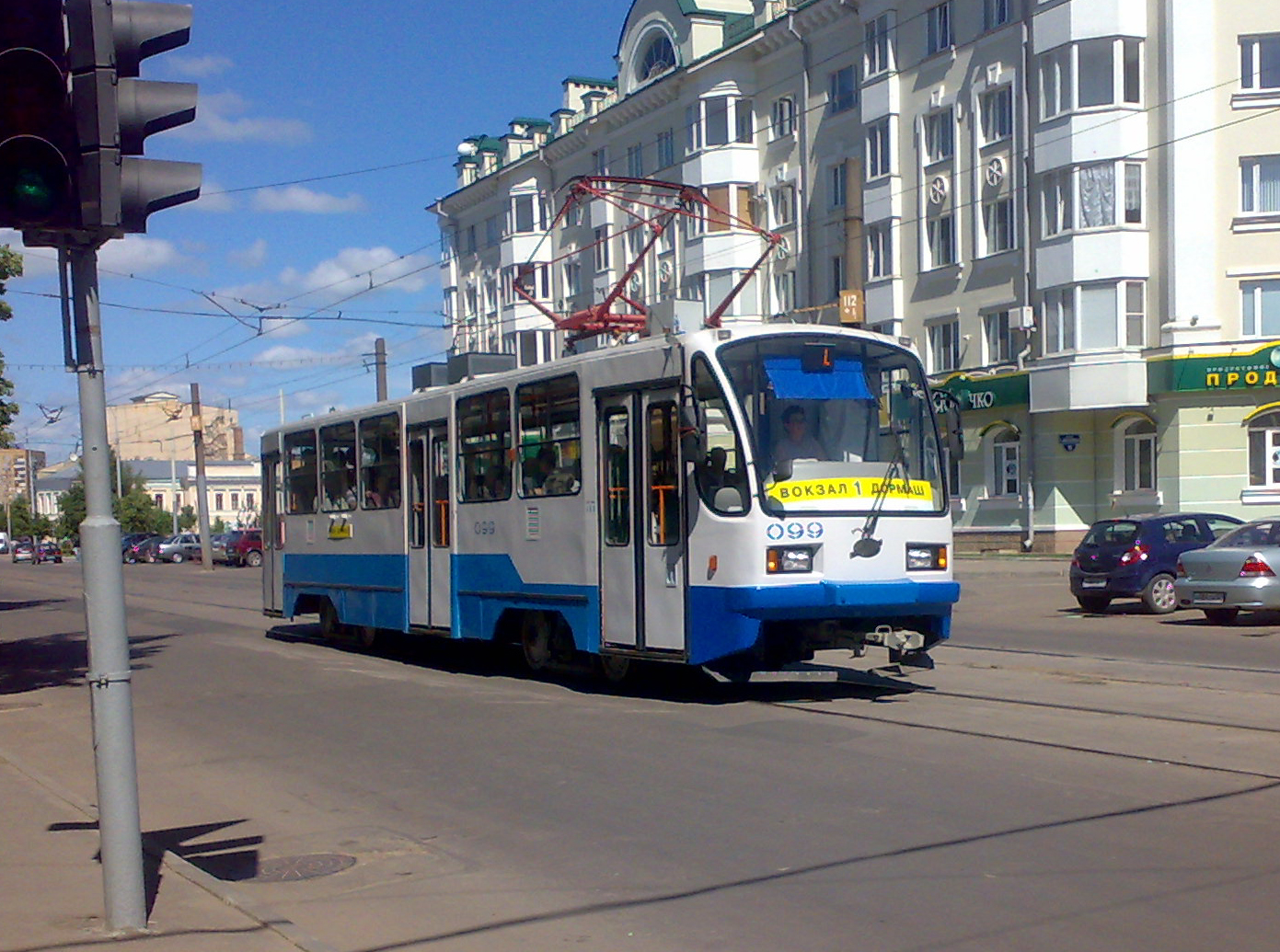
Tramwaj 71-403 nr 099 w Orle

Łącznie wyprodukowano 37 tramwajów:
| Państwo    | Miasto         | Rozstaw torów (mm) | Numery                                                                      | Lata dostaw | Ilość | Uwagi |
| ---------- | -------------- | ------------------ | --------------------------------------------------------------------------- | ----------- | ----- | ----- |
| Rosja      | Jekaterynburg  | 1524               | 001, 002, 816, 821, 822, 824, 825, 827, 828                                 | 2003−2006   | 9     |       |
| Rosja      | Kursk          | 1524               | 087                                                                         | 2007        | 1     |       |
| Rosja      | Niżny Nowogród | 1524               | 1001−1008, 2002−2005, 2704, 2708, 2709, 2712, 2713, 2716, 2729, 2733, 2734, | 2011−2012   | 21    |       |
| Rosja      | Niżny Tagił    | 1524               | 73−75, 77                                                                   | 2006−2011   | 4     |       |
| Rosja      | Orzeł          | 1524               | 099                                                                         | 2009        | 1     |       |
| Uzbekistan | Taszkent       | 1524               | 3901                                                                        | 2004        | 1     |       |
|            |                |                    |                                                                             | Razem       | 37    |       |